# ムコダンモール
ムコダンモールは、兵庫県西宮市高須町一丁目にある阪急阪神不動産が開発したショッピングセンターである。

## 概要
日本住宅公団（現・都市再生機構）武庫川団地の街びらきに合わせて開校したものの、少子化による学校の統廃合により2009年に廃校になった西宮市立高須東小学校の跡地につくられたショッピングセンターである。名称の「ムコダン」は武庫川団地の愛称である。

## 主なテナント
- サンディ
- ダイソー
- ローソン
- ドラッグユタカ
- エニタイムフィットネス